# 劉存業
劉存業（1459年—1506年），字可大，號簡庵，廣東東莞人，明朝政治人物，弘治庚戌科榜眼。正德初年病卒。

## 生平
成化十九年（1483年），廣東鄉試第二名舉人。弘治三年（1490年）中式庚戌科一甲第二名進士（榜眼），授翰林院編修。武宗繼位后，充任經筵官，修撰《孝宗實錄》。正德元年（1506年）病重卒。家無余財。

## 軼事
弘治三年（1490年）庚戌科金榜，狀元、探花為直隸的錢福及靳貴，榜眼則為廣東的劉存業。在殿試還尚未揭曉時，靳貴以六顆骰子，在神明面前祈禱，明早想藉由擲骰子來決定名次的先後。次日，恰巧錢福到來，也想擲骰子；靳貴不得已，遂把昨天之事告知錢福。錢福便高興的說“應該跟你賭賭看。”下擲，則錢福為六紅，靳貴為六綠，兩人皆感到歡喜。後錢福果真中狀元，靳貴為探花。而劉存業則在之前曾經夢到：“無福中狀元，有福中榜眼。”這一年果真中榜眼。

## 家族
曾祖劉勢孫，祖父劉源，父劉閏。母李氏。

## 外部連結
- 劉存業 （页面存档备份，存于） 北京市東城區圖書館